# Краина
Кра́ина — населённые преимущественно сербами регионы на территории бывшей Югославии:
- Хорватская (Книнская) — в Хорватии у границы с западной Боснией
- Банатская — в сербской Воеводине у границы с Румынией
- Славонская (Западно-Славонская) — в Хорватии у границы с северной Боснией
- Подунайская (Восточно-Славонская и Баранская) — в восточной Хорватии у границы с сербской Воеводиной
- Боснийская — центрально-западная (Посавская) Босния
- Тимочская — в юго-восточной Сербии у границы с Болгарией
- Неготинская — в северо-восточной Сербии у границы с Румынией и Болгарией
- Цетинская — на границе Герцеговины и Черногории

а также ныне населённые не сербами:
- Цазинская (или Турецкая) — северо-западная Босния
- Имотская — в хорватской Далмации на границе с Черногорией
- Белая — в южной Словении на границе с Хорватией

Хорватская, Банатская и Славонские Краины в Австро-Венгерской империи составляли Военную границу — особое административное образование, приграничную территорию, военный фронт у границы с Османской империей. Сербы, воевавшие за Австрию в нескольких её войнах с Турцией, и бежавшие перед наступающими турецкими войсками, были расселены на границе австрийскими властями. Сербы обороняли границу, а взамен Вена предоставляла статус прямого управления из столицы империи, а не из Хорватии или Венгрии, что обеспечивало им значительную автономию.
В Боснийской Краине в апреле 1991 провозглашена Сербская Автономная Область Боснийская Краина (САОБК), которая в январе 1992 объединилась с сербскими территориями восточной (Подринской) Боснии в провозгласившую независимость Республику Сербская (РС).
В Книнской Краине летом 1990 провозглашена Сербская Автономная Область Книнская Краина (САОКК), которая в феврале 1991 объединилась с сербскими территориями Северной Далмации и Лики в Сербскую Автономную Область Краина (САОК). В июне 1991 в Западно-Славонской Краине провозглашена Сербская Автономная Область Западная Славония (САОЗС), в Подунайская Краине — Сербская Автономная Область Восточная Славония, Баранья и Западный Срем (САОВСБЗС). В декабре 1991 САОК, САОВСБЗС, САОЗС образовали Республику Сербская Краина (РСК) со столицей в Книне, которая в феврале 1992 объявила независимость от Хорватии.
В июне 1991 было провозглашено, но из-за политических разногласий не реализовано, объединение САОБК и САОК в Демократическую Республику Краина.
В июне 1995 из-за сильного международного давления было отменено запланированное объединение РСК и РС в Западно-Сербскую Федерацию.
РСК ликвидирована в августе 1995 в ходе хорватской военной операции.
В декабре 1995 в рамках международных дейтонских соглашений РС вошла в федеративный Союз Босния и Герцеговина.
В босняцкой Цазинской Краине в 1993 была провозглашена Автономная Провинция Западная Босния, а в 1995 — Республика Западная Босния, которая объявила независимость от Боснии и Герцеговины, но потерпела поражение от совместных вооружённых действий хорватской и боснийской армий.